# Лейк Стивънс
Лейк Стивънс (на английски: Lake Stevens) е град в окръг Снохоумиш, щата Вашингтон, САЩ. Лейк Стивънс е с население от 6361 жители (2000) и обща площ от 5,6 km². Намира се на 66 m надморска височина. ЗИП кодът му е 98258, а телефонният му код е 425.